# ウィリアム・フィッツウィリアム (第3代フィッツウィリアム伯爵)
第3代フィッツウィリアム伯爵ウィリアム・フィッツウィリアム（英語: William Fitzwilliam, 3rd Earl Fitzwilliam、1720年1月15日 – 1756年8月10日）は、グレートブリテン王国の貴族、政治家。妹アンが第2代ゴドルフィン男爵フランシス・ゴドルフィンと結婚したほか、妻アンの兄に後のイギリス首相である第2代ロッキンガム侯爵チャールズ・ワトソン＝ウェントワースがいる。

## 生涯
第2代フィッツウィリアム伯爵ジョン・フィッツウィリアムとアン・ストリンガー（Anne Stringer）の息子として、1720年1月15日に生まれた。1728年8月28日に父が死去すると、アイルランド貴族のフィッツウィリアム伯爵を継承した。1732年にイートン・カレッジで教育を受けた後、1740年にグランドツアーに出てイタリアとドイツを旅した。
成人した後の1741年イギリス総選挙でピーターバラ選挙区から出馬して当選、議会で政権末期のロバート・ウォルポールを支持した。1742年4月19日、国王ジョージ2世によりグレートブリテン貴族のフィッツウィリアム男爵に叙され、1746年9月6日には同じくグレートブリテン爵位のミルトン子爵とフィッツウィリアム伯爵に叙された。また、1741年から1756年までピーターバラ首席治安判事を、1751年から1756年までジョージ2世の寝室侍従を務めた。
1756年8月10日に死去、長男ウィリアムが爵位を継承した。

## 人物
第2代エグモント伯爵ジョン・パーシヴァルの1749年/1750年頃の記述によると、第3代フィッツウィリアム伯爵が「自身のバラ選挙区の地盤が強固ではなく、議会での貢献もなく、若いのにそれほどのことをしてやった（訳注：伯爵への叙爵）にもかかわらず、軽じられていると1度のみならず私に不平を言った」という。

## 家族
1744年6月22日、アン・ワトソン＝ウェントワース（1769年8月29日没、初代モルトン伯爵トマス・ワトソン＝ウェントワース（後の初代ロッキンガム侯爵）の娘）と結婚、2男6女を儲けた。
- アン（1745年3月24日[3] – 1819年12月8日[4]）
- シャーロット（1746年7月14日 – 1833年2月11日） - 1764年、トマス・ダンダス（英語版）（後の初代ダンダス男爵）と結婚、子供あり
- ウィリアム（英語版）（1748年 – 1833年） - 第4代フィッツウィリアム伯爵
- フランシス・ヘンリエッタ（1750年10月22日 – ?）
- アメリア・マリア（1751年12月12日 – ?）
- ヘンリエッタ（1753年3月20日 – ?）
- ドロシー（1754年5月22日 – ?）
- ジョージ（1757年2月28日 – 1786年5月）[3]